# Рысья (Иркутская область)
Ры́сья — упразднённая в 2019 году  в Мамско-Чуйском районе Иркутской области России. В административном плане находилась на межселенной территории.  

## География
Располагалась на левом берегу реки Лена, в 110 км (по прямой) к северо-западу от районного центра, рабочего посёлка Мама, и по Лене — в 25 км к юго-западу от села Чуя и в 45 км от пгт Витим (Якутия).

## История
Упразднена законом Иркутской области от 24.12.2019 № 133-ОЗ.

## Население
| 2002 | 2010 | 2011 | 2012 |
| ---- | ---- | ---- | ---- |
| 0    | →0   | →0   | →0   |

## Известные уроженцы
- Кутилов, Аркадий Павлович (1940—1985) — русский поэт, прозаик и художник.